# Бидиђешти (Алба)
Бидиђешти (рум. Bidigești) насеље је у Румунији у округу Алба у општини Чуруљаса. Oпштина се налази на надморској висини од 634 m.

## Становништво
Према подацима из 2002. године у насељу је живело 46 становника, од којих су сви румунске националности.